# Tom Cordes
Thomas Matthijs Adrianus (Tom) Cordes (Wilnis, 30 mei 1966) is een Nederlands voormalig wielrenner, die in 1988 deelnam aan de Olympische Spelen van Seoel. Daar eindigde hij als elfde in de ploegentijdrit (100 kilometer) en als 42ste in de individuele wegwedstrijd.

## Belangrijkste overwinningen
1984
- Wereldkampioen op de weg, Junioren

1985
- 7e etappe Ronde van Polen

1986
- Wereldkampioen 100 km ploegentijdrit (met John Talen, Gerrit de Vries en Rob Harmeling)
- 2e etappe Ronde van Oostenrijk

1987
- Ronde van Overijssel
- Hel van het Mergelland

1988
- Proloog Ronde van Zweden

1989
- 2e etappe Ronde van Valencia
- 4e etappe Ronde van Galicië

1990
- 3e etappe Deel A Ronde van Murcia
- Eindklassement Ronde van Murcia
- Eindklassement Ronde van Valencia
- Trofeo Baracchi; + Rolf Gölz

1992
- 16e etappe Ronde van Spanje

1997
- 6e etappe Olympia's Tour

1998
- 1e etappe Olympia's Tour

1999
- Proloog Olympia's Tour

2001
- Groningen-Münster

## Resultaten in voornaamste wedstrijden
| Jaar | Ronde van Italië | Ronde van Frankrijk | Ronde van Spanje |
| ---- | ---------------- | ------------------- | ---------------- |
| 1989 |                  |                     |                  |
| 1990 |                  |                     |                  |
| 1991 |                  |                     | 12e              |
| 1992 |                  |                     | 80e (1)          |
| 1993 |                  | 118e                | 53e              |
| 1994 |                  |                     |                  |
| 1995 |                  |                     | 86e              |
| 1996 | buiten tijd      |                     | 103e             |

| Jaar | Milaan-San Remo | Gent-Wevelgem | Parijs-Roubaix | Amstel Gold Race | Waalse Pijl |
| ---- | --------------- | ------------- | -------------- | ---------------- | ----------- |
| 1989 |                 |               |                |                  |             |
| 1990 |                 |               |                | 67e              | 47e         |
| 1991 | 138e            | 27e           | 23e            |                  |             |
| 1992 | 29e             | 67e           |                |                  |             |
| 1993 | 53e             |               |                |                  |             |
| 1994 | 103e            |               |                |                  |             |
| 1995 |                 |               |                |                  |             |
| 1996 |                 |               |                |                  |             |